# Carles Caussa i Mitjà
Carles Caussa i Mitjà (Figueres, 1949 - Barcelona, 1979) fou un polític comunista català. Els seus pares eren propietaris de Discos Caussa, tenda de referència musical a Figueres. De ben jove va militar al PSUC i participà en l'Assemblea de Catalunya, celebrant reunions clandestines al Mas d'en Dorra, de Fortià. Va morir d'un aneurisma cerebral després d'haver estat proclamat cap de llista del PSUC per la província de Girona a les eleccions generals espanyoles de 1979.

## Obres
- El Proceso de unificación de los partidos marxistas en Cataluña durante la segunda República: 1931-37 (1973)